# اولوآ (واله دل کاوکا)
اولوآ (انگلیسی: Ulloa, Valle del Cauca) نام یک منطقه مسکونی در کلمبیا است.